# Diplodus argenteus caudimacula
Diplodus argenteus caudimacula es una especie de peces de la familia Sparidae en el orden de los Perciformes.

## Morfología
Los machos pueden llegar alcanzar los 30 cm de longitud total.

## Alimentación
Se alimenta de algas, moluscos y cangrejos.

## Distribución geográfica
Se encuentra en las  costas centrales del  Atlántico occidental, (sur de Florida, Antillas y la orilla sur del Mar Caribe) especialmente en aguas poco profundas con fondos rocosos y corales.